# 小行星3749
小行星3749（3749 Balam）是一颗绕太阳运转的小行星，为主小行星带小行星。该小行星于1982年1月24日发现。
该小行星以天文学家大卫·巴兰命名。

## 轨道参数
小行星3749的轨道半长轴为2.2361664 UA，离心率为0.110。

## 卫星

#### 外侧卫星
2002年2月13日，巴兰被发现拥有一颗卫星，临时命名为“S/2002 (3749) 1”。卫星的直径约有1.84千米，轨道半长轴约为289±13千米，轨道周期61±10天。卫星的轨道离心率很大，大概有0.9，这表明它很可能是被巴兰捕获的。

#### 内侧卫星
2008年，巴兰被发现拥有第二颗卫星，这颗卫星的直径大概有1.66千米。
两颗卫星的存在使得巴兰成为了一颗三联小行星，其他的三联小行星例子有：欧仁妮，林神星，慧神星，驶神星，怂女星，和艳后星。 